# Fútbol Joven de Universidad Católica
La Cantera del club Universidad Católica está considerada como una de las más importantes en Chile y América del Sur ya que ha formado desde 1939 a jugadores de la talla de Raimundo Infante, Hernán Carvallo, Andrés Prieto, Ignacio Prieto, Alberto Fouillioux, Julio Gallardo, Mario Lepe, Raimundo Tupper, Milovan Mirosevic, Mark González, Mauricio Isla, Gary Medel, Felipe Gutiérrez, Cristopher Toselli, Nicolás Castillo y Marcelino Nuñez . Se ubica en el Complejo Deportivo San Carlos de Apoquindo. 
A nivel internacional, el club obtuvo dos campeonatos mundiales de su categoría: El Torneo Internacional de Croix Sub-19 de 1980 y la Manchester United Premier Cup 2012.

## Historia
|                                                                              |
| La base del primer equipo campeón en el profesionalismo fue formada en casa. |

|                                  |
| Cuarta especial campeón de 1953. |

|                                           |
| Primera Infantil campeón invicto de 1961. |

Corría el año 1939 y los dirigentes de Universidad Católica necesitaban una base de jugadores formados en casa que respaldara en el futuro sus campañas en la División de Honor. Fue así como el dirigente Mario Livingstone recorrió diversos colegios de Santiago para reclutar niños y jóvenes con habilidad para el fútbol.
En 1949 las fuerzas básicas de Universidad Católica daban una prueba de superioridad al apoderarse del Torneo de Apertura (División Juvenil) tras ganarle 2-1 a la U. de Chile, ese mismo, por la División de Honor, el equipo cruzado obtuvo la corona con varios elementos formados en casa en sus filas como Fernando Riera, Raimundo Infante, Andrés Prieto, Manuel Álvarez y Fernando Roldán, por mencionar algunos.
Ya en los 60`, Alberto Fouillioux se convierte en un rostro ampliamente reconocido del semillero cruzado. El propio Tito Fouillioux encabeza junto a Ignacio Prieto, otro valor surgido en Universidad Católica, el equipo que obtiene el Torneo Internacional de Croix Sub-19 1980.

"Benfica y Dinamo, de Portugal y Unión Soviética, fueron derrotados por los juveniles cruzados, que partieron silenciosamente para luego alcanzar este título que prestigia al fútbol chileno, ya que es el primero de toda su historia", Las Últimas Noticias, martes 27 de mayo de 1980.

Gracias al trabajo mancomunado de Ignacio Prieto y Fernando Carvallo durante los 80`, el club logra varios títulos consecutivos en la máxima categoría de cadetes, que. según la reglamentación de la ANFP ha variado desde llamarse genéricamente Juvenil, a Sub-20, Sub-19 o Sub-18, ya que los rangos de edad han variado y se han eliminado categorías. Distinto es el caso de la otrora llamada división Sub-23 o intermedia, ya que ha desaparecido y hoy los clubes conservan planteles de proyección.
Universidad Católica ha organizado además torneos de gran calidad para cadetes como el Torneo Internacional UC Sub-17.
En los últimos años Universidad Católica ha formado jugadores de gran proyección, entre ellos cabe destacar a Felipe Gutiérrez, Enzo Andía, Camilo Gainza, Diego Opazo, Pedro Salgado, Stefano Magnasco, César Santis, Ignacio Hasbún, Nicolás Castillo, Pablo Corral, Bernardo Campos Araniba, Cristián Julio, José Martínez, Juan Pablo Gómez, Marko Biskupovic, Santiago Dittborn, Diego Rojas entre otros.

## Recinto deportivo

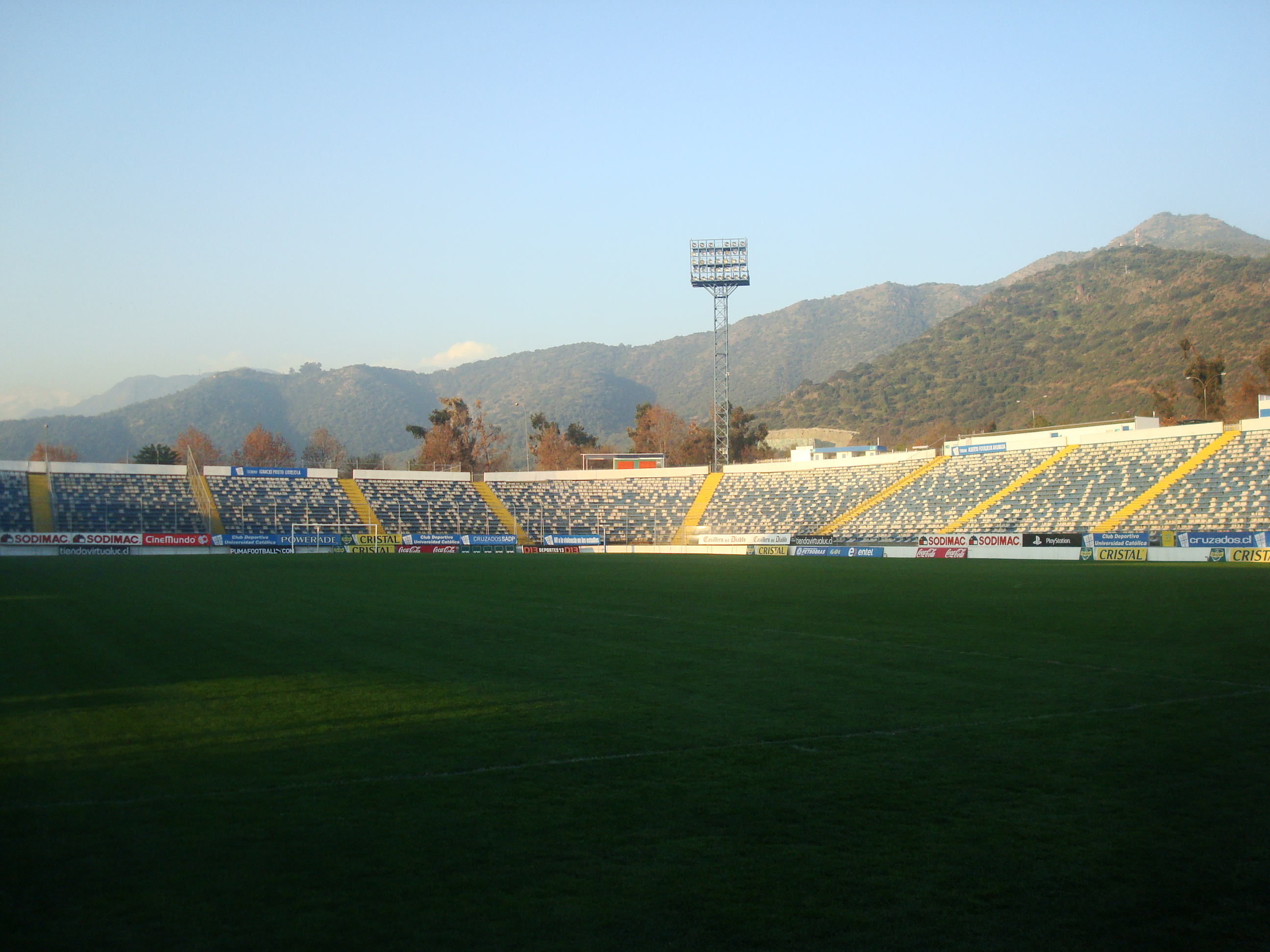
Estadio San Carlos de Apoquindo.

La rama de fútbol joven realiza algunos partidos en el Estadio San Carlos de Apoquindo, sin embargo la mayoría de sus partidos se realizan en el Complejo de Fútbol Raimundo Tupper Lyon, fundado en 1981 y ubicado en el Complejo San Carlos de Apoquindo. El complejo cuenta con un gimnasio para la preparación de todas las categorías del fútbol de Universidad Católica, las oficinas administrativas y deportivas de Cruzados SADP y la Casa Cruzada «Mario Livingstone». Las tres canchas del complejo son con superficie sintética de nivel FIFA Quality Pro.

## Cruzados SADP
En el año 2010, bajo la administración de la empresa concesionaria Cruzados SADP, el club corona un gran año en el Fútbol Joven de Chile al campeonar en las categorías Sub-13, Sub-15. Sub-17 y Sub-18.

## Mundialistas formados en las divisiones inferiores

### Mundialistas en la selección adulta
A continuación se listan los jugadores que disputaron alguna Copa Mundial de Fútbol y que fueron formados en Universidad Católica:
| N.º  | Jugador               | Selección | Mundial         | Resultado        |
| ---- | --------------------- | --------- | --------------- | ---------------- |
| 1.º  | Sergio Livingstone    | Chile     | Brasil 1950     | Primera fase     |
| 2.º  | Fernando Roldán       | Chile     | Brasil 1950     | Primera fase     |
| 3.º  | Manuel Álvarez        | Chile     | Brasil 1950     | Primera fase     |
| 4.º  | Andrés Prieto         | Chile     | Brasil 1950     | Primera fase     |
| 5.º  | Hernán Carvallo       | Chile     | Brasil 1950     | Primera fase     |
| 6.º  | Luis Mayanés          | Chile     | Brasil 1950     | Primera fase     |
| 7.º  | Raimundo Infante      | Chile     | Brasil 1950     | Primera fase     |
| 8.º  | Alberto Fouilloux     | Chile     | Chile 1962      | Tercer lugar     |
| 9.º  | Ignacio Prieto        | Chile     | Inglaterra 1966 | Primera fase     |
| 10.º | Orlando Ramírez       | Chile     | Inglaterra 1966 | Primera fase     |
| 11.º | Alberto Fouilloux     | Chile     | Inglaterra 1966 | Primera fase     |
| 12.º | Leopoldo Vallejos     | Chile     | Alemania 1974   | Primera fase     |
| 13.º | Guillermo Páez        | Chile     | Alemania 1974   | Primera fase     |
| 14.º | Óscar Wirth           | Chile     | España 1982     | Primera fase     |
| 15.º | Gustavo Moscoso       | Chile     | España 1982     | Primera fase     |
| 16.º | Nelson Parraguez      | Chile     | Francia 1998    | Octavos de final |
| 17.º | Fabián Estay          | Chile     | Francia 1998    | Octavos de final |
| 18.º | Rodrigo Barrera       | Chile     | Francia 1998    | Octavos de final |
| 19.º | Mark González         | Chile     | Sudáfrica 2010  | Octavos de final |
| 20.º | Mauricio Isla         | Chile     | Sudáfrica 2010  | Octavos de final |
| 21.º | Jean Beausejour       | Chile     | Sudáfrica 2010  | Octavos de final |
| 22.º | Gary Medel            | Chile     | Sudáfrica 2010  | Octavos de final |
| 23.º | Francisco Silva       | Chile     | Brasil 2014     | Octavos de final |
| 24.º | Cristopher Toselli    | Chile     | Brasil 2014     | Octavos de final |
| 25.º | Felipe Gutiérrez      | Chile     | Brasil 2014     | Octavos de final |
| 26.º | José Pedro Fuenzalida | Chile     | Brasil 2014     | Octavos de final |
| 27.º | Mauricio Isla         | Chile     | Brasil 2014     | Octavos de final |
| 28.º | Jean Beausejour       | Chile     | Brasil 2014     | Octavos de final |
| 29.º | Gary Medel            | Chile     | Brasil 2014     | Octavos de final |

### Mundialistas Sub-20
| N.º  | Jugador               | Selección | Competición    | Resultado        |
| ---- | --------------------- | --------- | -------------- | ---------------- |
| 1.º  | Raimundo Tupper       | Chile     | Chile 1987     | Cuarto lugar     |
| 2.º  | Luka Tudor            | Chile     | Chile 1987     | Cuarto lugar     |
| 3.º  | Fabián Estay          | Chile     | Chile 1987     | Cuarto lugar     |
| 4.º  | Nelson Garrido        | Chile     | Catar 1995     | Fase de grupos   |
| 5.º  | Jorge Vargas          | Chile     | Catar 1995     | Fase de grupos   |
| 6.º  | Carlos Barraza        | Chile     | Catar 1995     | Fase de grupos   |
| 7.º  | Alejandro Osorio      | Chile     | Catar 1995     | Fase de grupos   |
| 8.º  | Sebastián Rozental    | Chile     | Catar 1995     | Fase de grupos   |
| 9.º  | Juan Carlos Madrid    | Chile     | Catar 1995     | Fase de grupos   |
| 10.º | Dante Poli            | Chile     | Catar 1995     | Fase de grupos   |
| 11.º | Hugo Droguett         | Chile     | Argentina 2001 | Fase de grupos   |
| 12.º | Gonzalo Villagra      | Chile     | Argentina 2001 | Fase de grupos   |
| 13.º | Iván Vásquez          | Chile     | Holanda 2005   | Octavos de final |
| 14.º | Carlos Arias          | Chile     | Holanda 2005   | Octavos de final |
| 15.º | José Pedro Fuenzalida | Chile     | Holanda 2005   | Octavos de final |
| 16.º | Cristopher Toselli    | Chile     | Canadá 2007    | Tercer lugar     |
| 17.º | Mauricio Isla         | Chile     | Canadá 2007    | Tercer lugar     |
| 18.º | Gary Medel            | Chile     | Canadá 2007    | Tercer lugar     |
| 19.º | Hans Martínez         | Chile     | Canadá 2007    | Tercer lugar     |
| 20.º | Nicolás Castillo      | Chile     | Turquía 2013   | Cuartos de final |

### Mundialistas Sub-17
| N.º  | Jugador            | Selección | Competición    | Resultado        |
| ---- | ------------------ | --------- | -------------- | ---------------- |
| 1.º  | Silvio Rojas       | Chile     | Japón 1993     | Tercer lugar     |
| 2.º  | Nelson Garrido     | Chile     | Japón 1993     | Tercer lugar     |
| 3.º  | Sebastián Rozental | Chile     | Japón 1993     | Tercer lugar     |
| 4.º  | Carlos Torres      | Chile     | Japón 1993     | Tercer lugar     |
| 5.º  | Pablo Herceg       | Chile     | Japón 1993     | Tercer lugar     |
| 6.º  | Patricio Galaz     | Chile     | Japón 1993     | Tercer lugar     |
| 7.º  | Dante Poli         | Chile     | Japón 1993     | Tercer lugar     |
| 8.º  | Cristián Álvarez   | Chile     | Egipto 1997    | Primera ronda    |
| 9.º  | Iván Álvarez       | Chile     | Egipto 1997    | Primera ronda    |
| 10.º | Milovan Mirosevic  | Chile     | Egipto 1997    | Primera ronda    |
| 11.º | Juan José Ribera   | Chile     | Egipto 1997    | Primera ronda    |
| 12.º | Fabián Monilla     | Chile     | Chile 2015     | Octavos de final |
| 13.º | Manuel Reyes       | Chile     | Chile 2015     | Octavos de final |
| 14.º | Ignacio Saavedra   | Chile     | Chile 2015     | Octavos de final |
| 15.º | Gonzalo Jara       | Chile     | Chile 2015     | Octavos de final |
| 16.º | Brian Leiva        | Chile     | Chile 2015     | Octavos de final |
| 17.º | Juan José Soriano  | Chile     | Chile 2015     | Octavos de final |
| 18.º | Yerco Oyanedel     | Chile     | India 2017     | Fase de grupos   |
| 19.º | Martín Lara        | Chile     | India 2017     | Fase de grupos   |
| 20.º | Diego Valencia     | Chile     | India 2017     | Fase de grupos   |
| 21.º | Pedro Campos       | Chile     | India 2017     | Fase de grupos   |
| 22.º | Gonzalo Tapia      | Chile     | Brasil 2019    | Octavos de final |
| 23.º | Alexander Aravena  | Chile     | Brasil 2019    | Octavos de final |
| 24.º | Patricio Flores    | Chile     | Brasil 2019    | Octavos de final |
| 25.º | Leenhan Romero     | Venezuela | Indonesia 2023 | Octavos de final |

## Palmarés

### Torneos nacionales
Nota: en negrita competiciones vigentes en la actualidad.
| Competición                                 | Títulos                                                                          | Subcampeonatos                                                        |
| ------------------------------------------- | -------------------------------------------------------------------------------- | --------------------------------------------------------------------- |
| Categoría Sub-21 (0/1)                      |                                                                                  | 2022-A.                                                               |
| Categoría Sub-20 (2/1)                      | 1995, 1997.                                                                      | 1994.                                                                 |
| Categoría Sub-19 (4/5)                      | 2002, 2004, 2007-A, 2013-A.                                                      | 2003, 2012-A, 2015-A, 2016-C, 2019-A.                                 |
| Categoría Sub-18 (2/2)                      | 2009, 2010.                                                                      | 2012-A, 2024-C                                                        |
| Categoría Sub-17 (12/7)                     | 1995, 1998, 1999, 2000,2002, 2009, 2010, 2011-C, 2014-A, 2014-C, 2016-C, 2017-C. | 1994, 1997, 2004, 2007-A, 2008, 2011-A, 2015-A.                       |
| Categoría Sub-16 (8/3)                      | 2001, 2008, 2012-A, 2016-A, 2016-C, 2017-A, 2022-A, 2022-C.                      | 1997, 2009, 2018-A.                                                   |
| Categoría Sub-15 (6/3)                      | 1998, 2008, 2010, 2011-A, 2012-C., 2024-C                                        | 2006, 2022-A,2022-C.                                                  |
| Categoría Sub-14 (2/9)                      | 2016-A, 2023-C.                                                                  | 2005, 2011-C, 2013-C, 2014-C, 2015-C, 2019-A, 2023-A, 2024-A., 2024-C |
| Categoría Sub-13 (5/2)                      | 2003, 2004, 2005, 2010, 2023-A.                                                  | 2023-C, 2024-A.                                                       |
| Categoría Sub-12 (4/2)                      | 2005, 2009, 2022-A., 2024-C                                                      | 2012-A, 2023-C.                                                       |
| Categoría Sub-11 (3/2)                      | 2005, 2022-C., 2024-C                                                            | 2011-C, 2024-A                                                        |
| Copa Futuro Sub-15 (0/1)                    |                                                                                  | 2024.                                                                 |
| Copa de Campeones Sub-19 (1/0)              | 2013.                                                                            |                                                                       |
| Copa Var Sub-19 (1/0)                       | 2019.                                                                            |                                                                       |
| Copa Chile Sub-17 (1/0)                     | 2009.                                                                            |                                                                       |
| Categoría Cuarta especial (7)               | 1949, 1950, 1953, 1960, 1961, 1962, 1978.                                        | 1941                                                                  |
| Categoría Intermedia (1)                    | 1950.                                                                            |                                                                       |
| Categoría Juvenil (13)                      | 1945, 1946, 1947, 1948, 1949, 1950, 1961, 1964, 1984, 1986, 1987, 1988, 1992.    |                                                                       |
| Campeonato Juvenil Región Metropolitana (1) | 1986.                                                                            |                                                                       |
| Torneo de Apertura (1)                      | 1949.                                                                            |                                                                       |
| Categoría 1ª Infantil (4)                   | 1948, 1961, 1962, 1992.                                                          |                                                                       |
| Categoría 2ª Infantil (3)                   | 1948, 1962, 1980.                                                                | 1996                                                                  |
| Categoría 3ª Infantil (2)                   | 1948, 1987.                                                                      |                                                                       |
| Categoría 4ª Infantil (1)                   | 1988.                                                                            |                                                                       |
| Campeón División Cadetes (2)                | 1987, 1988.                                                                      |                                                                       |

### Torneos internacionales
| Competición                                            | Títulos                                               | Subcampeonatos            |
| ------------------------------------------------------ | ----------------------------------------------------- | ------------------------- |
| Torneo Internacional de Croix Sub-19                   | 1980.                                                 |                           |
| Torneo Internacional Juvenil Holanda                   | 1986.                                                 |                           |
| Torneo Internacional del Club Rijswijk V.C. de La Haya | 1989.                                                 |                           |
| Torneo de Fútbol de Veracruz Sub-17                    | 2006.                                                 |                           |
| Torneo Internacional de Gales Sub-17                   | 2006.                                                 |                           |
| Mundialito de la Universidad Austral Chile (9)         | 1997, 1999, 2005, 2006, 2009, 2010, 2011, 2012, 2019. |                           |
| Torneo Internacional Infantil de Lontué                | 2010.                                                 |                           |
| Torneo Valesanito                                      | 2013.                                                 |                           |
| Copa UC Sub-17 (2/4)                                   | 2013-E, 2015.                                         | 2013-D, 2014, 2016, 2018. |
| Manchester United Premier Cup                          | 2012.                                                 |                           |
| Copa Mitad del Mundo (Copa Plata) Sub-18               | 2024.                                                 |                           |

### Torneos locales
| Competición                     | Títulos                 |
| ------------------------------- | ----------------------- |
| Trofeo Rotary Club de Ñuñoa (4) | 1949, 1950, 1951, 1952. |
| Copa Nippon UC Sub-17 (2)       | 2008, 2015.             |
| Copa Nike Sub-14 (Chile) (2)    | 2005, 2006.             |
| Copa Danone Sub-12 (Chile) (1)  | 2007.                   |

| |
| Manchester United Premier Cup 2012, que coronó a Universidad Católica como campeón mundial Sub-15. |

| |
| Copa UC Sub-17 de 2013, ganada por primera vez por su organizador, Universidad Católica. Repitió el título en 2015. |

|                                                                       |
| Sub-17 festejando el Clausura 2014 y el bicampeonato de la categoría. |